# Exhale
Exhale ist eine schwedische Deathgrind-Band. Die Gruppe wurde 2004 von Miseration-Bassist Johan Ylenstrand gegründet.

## Geschichte
Gemeinsam mit Schlagzeuger Gustav „Gurra“ Elowson gründete Johan Ylenstrand im Sommer 2004 die Band. Nachdem das Duo die ersten Stücke geschrieben hatte, nahmen sie mit dem Tontechniker Ulf als Sänger und Bassist Karl das erste Demo ...die Inside auf. Bassist Karl verließ die Band und wurde durch Johan Fogelberg ersetzt. In dieser Besetzung nahm Exhale das erste Album Prototype auf, das 2006 bei Emetic Records erschien. Nachdem Sänger Uffe durch Peter ersetzt und mit Andreas Allenmark ein zweiter Gitarrist aufgenommen worden war, ging die Band 2007 auf Tournee durch Europa und in die USA mit Auftritten auf dem Obscene Extreme und dem Maryland Deathfest. Das zweite Album Blind stellte Exhale in dieser Besetzung 2009 fertig, es erschien im April 2010 bei Dark Balance Records. Sänger Peter verließ Exhale im Oktober 2011 und wurde durch Martin Brzezinski ersetzt. Ende 2012 wurde bekannt, dass Pulverised Records die Band unter Vertrag genommen hat, im Herbst 2013 erschien das dritte Studioalbum When Worlds Collide.

## Stil
Exhale zählt die schwedische Grindcore-Band Nasum zu ihrem Haupteinfluss. Charakteristisch für die Musik der Band ist, dass sie Grindcore mit Death Metal und Hardcore Punk kombinieren.

## Diskografie
- Prototype (2006, Emetic Records)
- Blind (2010, Dark Balance Records)
- When Worlds Collide (2013, Pulverised Records)

## Belege
1. ↑  Exhale – Deal mit Pulverised, Video. metalnews.de, 23. Dezember 2012, archiviert vom Original (nicht mehr online verfügbar) am 24. Dezember 2013; abgerufen am 22. Dezember 2013.  Info: Der Archivlink wurde automatisch eingesetzt und noch nicht geprüft. Bitte prüfe Original- und Archivlink gemäß Anleitung und entferne dann diesen Hinweis.
2. ↑  Interview mit EXHALE. NecroWeb Magazin, 10. Mai 2010, archiviert vom Original (nicht mehr online verfügbar) am 4. April 2016; abgerufen am 22. Dezember 2013.  Info: Der Archivlink wurde automatisch eingesetzt und noch nicht geprüft. Bitte prüfe Original- und Archivlink gemäß Anleitung und entferne dann diesen Hinweis.
3. ↑  Patrick Schmidt: Exhale: When Worlds Collide. In: Rock Hard. Nr. 320, Januar 2014, S. 101.